# Hatred
Hatred (en català Odi) és un videojoc d'acció de trets en vista en tercera persona isomètrica desenvolupat per l'estudi polonès Destructive Creations llançat el dia 1 de juny de 2015, sent el primer videojoc creat per aquest estudi. És considerat un simulador d'assassinat en massa.
En el joc el personatge controlat pel jugador és un misantrop que odia la humanitat i que anihila quasi tots els habitants del seu poble a la ciutat de Nova York abans de fer explotar una central nuclear que el mata a ell també.

## Controvèrsia
Fou controvertit perquè el joc estava fet a base dels estereotips negatius dels videojocs. Aquesta controvèrsia li va generar publicitat provocant que fóra un dels millor venuts a la botiga de Steam.
Steam el llevà i després el torna a posar disponible, i fou marcat com a Orientat per a Adults per l'Entertainment Software Rating Board inhabilitant la seua emissió per Twitch, també la plataforma de venda GOG s'hi negà a vendre'l i dificultant la seua comercialització. És més fàcil de jugar amb consola que amb ratolí i teclat. Jarosław Zieliński, el creador del joc, fou acusat d'estar relacionat amb l'extrema dreta al qual respongué que: solament havia donat l'aprovació a la pàgina de Facebook de Polska Liga Obrony sense saber en profunditat de la ideologia d'aquest grup; també el fet que no hi hagué ningú que recalcara, basant-se en la imatge publicada d'ell al Facebook publicada a les notícies, que li agradava, i per això seguia, la pàgina de Facebook del grup de death metal Suffocation, el qual està format per persones que són, entre d'altres, d'ètnia africana; afirmà que especialment no és nazi perquè un dels seus ascendents fou assassinat per la Gestapo, altres membres de la seua família lluitaren contra l'ocupació nazi i patiren pèrdues causades pels nazis; es defengué de les acusacions de donar suport a l'Exèrcit Nacional Polonés, que lluità contra les forces soviètiques, baix una interpretació feixista no es fonamenten en res perquè aquests lluitaren contra els nazis i perquè s'oposa als totalitarismes; i també es defengué de les acusacions d'homofòbia afirmant que l'homosexualitat és una opció sexual que respecta.